# Giustiniana
Giustiniana è la zona urbanistica 20G del Municipio Roma XV di Roma Capitale. Si estende sulla zona Z. LIV La Giustiniana.